# دری‌تک
دری‌تک (انگلیسی: DrayTek) شرکت سخت‌افزار تایوانی است، که در سال ۱۹۹۷ تأسیس شد.